# 万海峰
万海峰（1920年9月15日—2023年3月31日），河南省信阳市人，为中国人民解放军上将。原北京军区副司令员、成都军区政治委员。参加第一次国共内战、抗日战争、第二次国共内战、朝鲜战争，以及指挥唐山大地震营救行动。第十二届中央委员，第十三届中顾委委员，第五、七届全国人民代表大会代表。

## 生平
万海峰出生于出生于河南省信阳市光山县槐店乡万河村，1933年7月，参加中国工农红军红二十八军。1937年10月，加入中国共产党。第一次国共内战期间，红四方面军长征后，万海峰与红二十八军留守鄂豫皖苏区，其名万海峰即为高敬亭所取。
抗日战争时期，红二十八军改为国民革命军新四军四支队，其任司令部警卫员，先后在新四军江南、苏北指挥部任参谋。1941年6月起，先后任新四军苏中军区第四纵队独立旅七团二营营长、泰兴独立团、靖江独立团、如西县独立团、苏中三分区独立团副团长等职位。先后参加过黄桥战役等战役。第二次国共内战期间，历任华中野战军第六纵队司令部作战科科长，十八师五十四团副团长，第三野战军第24军72师216团团长等职位，率部参加了苏中战役、涟水战役、莱芜战役、孟良崮战役等，随后参加淮海战役、渡江战役、长山列岛战役等。
中华人民共和国成立后，任中国人民解放军第24军70师参谋长、71师副师长，中国人民志愿军第24军炮兵室主任，1955年荣获三级八一勋章，二级独立自由勋章，二级解放勋章。1959年9月起，先后任24军72师师长，中国人民解放军第24军副军长、军长。1972年后，任北京军区副司令员、副政治委员，期间指挥参与唐山大地震的营救行动；1982年，任成都军区政治委员。1987年，當選中共中央顧問委員會委員。1988年，被授予中国人民解放军上将军衔。获一级红星功勋荣誉章，是第五届全国人民代表大会代表。1990年4月，万海峰达到最高服役年限，退出军队领导岗位，不再担任成都军区政治委员。1998年9月离休。
2023年3月31日，万海峰在北京逝世，享嵩寿102岁，他也是最后一位离世的中共中央顾问委员会成员。